# Solanum tenuissimum
Solanum tenuissimum är en potatisväxtart som beskrevs av Otto Sendtner. Solanum tenuissimum ingår i släktet skattor som ingår i familjen potatisväxter. Inga underarter finns listade i Catalogue of Life.